# Johannes Nielsen (skådespelare)
Carl Johannes Nielsen, född den 14 september 1870, död den 20 december 1935, var en dansk skådespelare och teaterdirektör, son till den välbekante högskoleföreståndaren Christian Nielsen på Hindholm och bror till Lauritz Christian Nielsen.
Nielsen blev 1891 filosofie kandidat och uppträdde redan 1892 på Kungliga teatern i småroller. Åren 1897-99 var han skådespelare på Folketheatret, sedan i fem år sceninstruktör vid Kungliga teatern, men återvände 1904 till Folketheatret som skådespelare, var 1908-12 därjämte samma scens direktör, övergick i bägge befattningarna till Dagmartheatret och var direktör för talscenen vid Kungliga teatern 1914-22. 1925-26 var han regissör vid Alléteatret.
Han hade som skådespelare en omfattande och mycket olikartad repertoar, dock företrädesvis allvarliga roller, och strävade som direktör ivrigt efter att ge teatern en utpräglat litterär hållning samt utveckla ett gott samspel.